# Shobijin

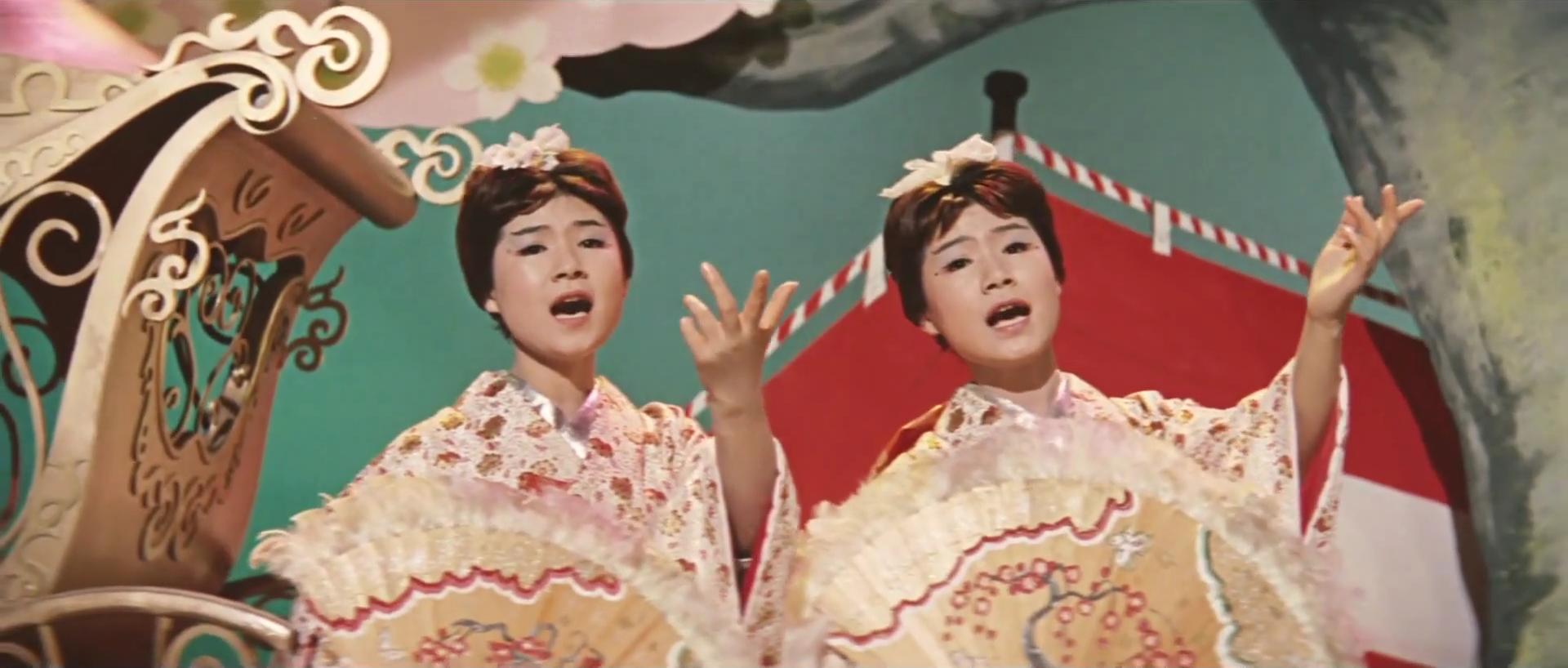
scène d'un film

Les Shobijin (小美人, Syoubizin) sont des fées imaginaires apparaissant dans le film Mothra.
Elles sont nommées Cosmos dans le film Godzilla vs Mothra.

## Films
- 1961 : Mothra, de Ishirô Honda
- 1964 : Mothra contre Godzilla, de Ishirô Honda
- 1964 : Ghidrah, le monstre à trois têtes, de Ishirô Honda
- 1966 : Godzilla, Ebirah et Mothra : Duel dans les mers du sud (Ebirah, Horror of the Deep), de Jun Fukuda
- 1992 : Godzilla vs Mothra, de Takao Okawara
- 1994 : Godzilla vs Space Godzilla, de Kensho Yamashita
- 1996 : Rebirth of Mothra, de Okihiro Yoneda
- 1997 : Rebirth of Mothra 2, de Kunio Miyoshi
- 1998 : Rebirth of Mothra 3, de Okihiro Yoneda
- 2003 : Godzilla, Mothra, Mechagodzilla: Tokyo S.O.S., de Masaaki Tezuka
- 2004 : Godzilla: Final Wars, de Ryuhei Kitamura